# Joost van den Broek
Joost van den Broek (ur. 13 lipca 1982), znany również jako Juicy lub Juiced – holenderski muzyk i kompozytor, a także producent muzyczny i inżynier dźwięku, znany przede wszystkim z występów w gothic metalowej grupie After Forever.

## Instrumentarium
- Clavia Nordlead 3
- Korg Triton
- Yamaha P-90 and P-80 Stage piano
- Roland AX-1 and AX-7 Keytars
- Roland Juno Alfa 2
- MicroKorg
- Yamaha A-4000 Sampler
- Roland sustain and expression pedals

## Dyskografia
| - Sun Caged - Sun Caged (2003) - Star One - Live on Earth (2003, CD/DVD) - After Forever - Remagine (2005) - Sphere of Souls - From the Ashes... (2006, gościnnie) - After Forever - After Forever (2007) - Xenobia - Burn it Away (EP, 2008, gościnnie) - Temple of Sin - OHM (2008, gościnnie) |  | - Epica - Design Your Universe (2009, produkcja muzyczna) - ReVamp - ReVamp (2010, gościnnie) - Star One - Victims of the Modern Age (2010) - Sinbreed - When Worlds Collide (2010, gościnnie) - Xandria - Neverworld's End (2012, gościnnie) - Epica - The Holographic Principle (2016, produkcja muzyczna) |